# كارلوس سوليس (لاعب كرة قدم)
كارلوس سوليس (بالإسبانية: Carlos Solís)‏ هو لاعب كرة قدم ومدرب كرة قدم بيروفي في مركز قلب الدفاع، ولد في 22 أكتوبر 1981 في ليما في بيرو. شارك مع منتخب بيرو لكرة القدم. أما مع النوادي، فقد لعب مع أليانزا ليما وخوان أوريتش وسيينسيانو ونادي ميلغار أريكيبا.

## وصلات خارجية
- كارلوس سوليس (لاعب كرة قدم) على موقع الاتحاد الدولي (مؤرشف)  (الإنجليزية)
- كارلوس سوليس (لاعب كرة قدم) على موقع إي إس بي إن إف سي (الإنجليزية)
- كارلوس سوليس (لاعب كرة قدم) على موقع قاعدة بيانات كرة القدم.إي يو (الإنجليزية)
- كارلوس سوليس (لاعب كرة قدم) على موقع ناشيونال فوتبول تيمز (الإنجليزية)